# Megalomania (álbum de Uana)
Megalomania é o álbum de estreia da cantora e compositora brasileira Uana, lançado no dia 26 de setembro de 2024 através da Fábrica Estúdios e distribuído pela onerpm. 
Megalomania é predominantemente composto por canções do gênero pop, mas possui uma mescla de estilos como o brega funk, música eletrônica, trap, house music e afrobeat. O álbum traz diversas colaborações como Rachel Reis, Mago de Tarso, JOCA e MU540.

## Composição
O álbum é majoritariamente escrito por Uana e produzido por Barro e Guilherme Assis. Uana uniu uma equipe de destaque, incluindo artistas e produtores renomados para as 13 faixas. Além de Barro e Guilherme Assis, que assinam a produção geral do disco, o álbum também conta com a presença de MU540, WR No Beat, Marley No Beat, eutymio, Tom BC e BJ3.
Além da produção, no entanto, Uana também escolheu a dedo os artistas que colaboraram com ela em Megalomania, selecionando a baiana Rachel Reis, o pernambucano Mago de Tarso e o mineiro JOCA. Essas colaborações, segundo a artista, contribuem para a diversificação ainda maior do som de seu primeiro álbum, abraçando diversos ritmos.
Apostando nestes diversos ritmos dançantes, o disco começa no brega funk e nas sonoridades regionais, e finaliza em um momento mais eletrônico, em um flerte criativo com o funk paulista e o afrobeat. 
Além da música, no entanto, Megalomania, também diz muito sobre o visual de Uana enquanto artista, abraçando o exagero conceitual na construção das imagens do disco. A identidade visual mescla o urbano com o tropical, como representado nos visualizers do álbum, lançados na mesma semana que o projeto completo. 

## Recepção
| Críticas profissionais | Críticas profissionais |
| Avaliações da crítica  | Avaliações da crítica  |
| Fonte                  | Avaliação              |
| ---------------------- | ---------------------- |
| Leia Já                | Positiva               |
| Música Instantânea     | Positiva               |
| Pronto Jornal          | [ 4 ]                  |
| O Grito!               | [ 5 ]                  |
| Aquele Tuim            | [ 6 ]                  |

Megalomania recebeu avaliações positivas dos criticos musicais. Antônio Lira da revista O Grito! avaliou o álbum com 4.5 de 5 estrelas, notando que "Estreia da cantora no pop é cheio de confiança e sensualidade embaladas por uma mistura do brega com a dance music. [...] O álbum é impactante. Um trabalho que consegue definir muito bem qual é a proposta artística de Uana. Assim como outros lançamentos do pop nacional e global, esse álbum vem de um experimento que borra fronteiras entre gêneros musicais para combiná-los em algo novo, e isso felizmente funciona." .
Maya Santos escreveu para o portal de notícias  Leia Já que o disco "brinca com o exagero recifense." Ela também enalteceu a obra, afirmando que "Megalomania reverbera para o mundo as frequências que seguem fazendo do Recife uma capital sonora – e de Uana um nome para se redobrar atenção e escuta." 

## Divulgação

### Singles
"Pena Que Acabou" foi lançada como primeiro single do álbum no dia 12 de julho de 2023. A canção possui mais de 1 milhão de reproduções no Spotify. 
"Pelo Avesso" foi lançada como o segundo single, juntamente com o álbum no dia 26 de setembro de 2024.

## Lista de faixas
| Edição padrão  |                                                             |                                                                                |                           |         |  |
| N.º            | Título                                                      | Compositor(es)                                                                 | Produtor(es)              | Duração |  |
| 1.             | "Chama (Interlúdio)"                                        | Uana Felipe Barros Beltão Guilherme Assis Mariana Moraes                       | Barro Guilherme Assis     | 00:36   |  |
| 2.             | "Fotografia"                                                | Uana Felipe Barros Beltão Guilherme Assis Mariana Moraes                       | Barro Guilherme Assis BJ3 | 02:58   |  |
| 3.             | "Pelo Avesso"                                               | Uana Danilo Andrade                                                            | eutimyo                   | 02:39   |  |
| 4.             | "Esquina" (participação especial de Rachel Reis)            | Uana Mariana Moraes                                                            | Barro Guilherme Assis BJ3 | 02:33   |  |
| 5.             | "Pena Que Acabou"                                           | Uana Bella Kahun                                                               | Tom BC Marley No Beat     | 02:35   |  |
| 6.             | "À Primeira Vista" (participação especial de JOCA)          | Uana Danilo Andrade João Carlos Caetano Soares da Costa Tom BC Guilherme Assis | Tom BC Marley No Beat     | 02:40   |  |
| 7.             | "Dust"                                                      | Uana Felipe Barros Beltão Guilherme Assis                                      | Barro Guilherme Assis     | 00:39   |  |
| 8.             | "Megalomania"                                               | Uana Felipe Barros Beltão Guilherme Assis                                      | Barro Guilherme Assis     | 02:56   |  |
| 9.             | "Gulosa" (com MU540)                                        | Uana Murilo Oliveira Santos                                                    | MU540                     | 02:22   |  |
| 10.            | "Eu Tenho O Molho" (participação especial de Mago de Tarso) | Uana Ian Siqueira de Aquino Mago de Tarso WR No Beat                           | WR No Beat                | 02:26   |  |
| 11.            | "Só Mais Uma Noite"                                         | Uana Felipe Barros Beltão Guilherme Assis                                      | Barro Guilherme Assis     | 02:40   |  |
| 12.            | "Kriptonita"                                                | Uana Felipe Barros Beltão Guilherme Assis Mariana Moraes                       | Barro Guilherme Assis     | 02:45   |  |
| 13.            | "De Cima"                                                   | Uana Felipe Barros Beltão Guilherme Assis Mariana Moraes                       | Barro Guilherme Assis     | 00:20   |  |
| Duração total: | Duração total:                                              | Duração total:                                                                 | Duração total:            | 28:05   |  |

## Histórico de lançamento
| Região | Data                   | Formato                    | Gravadora        |
| ------ | ---------------------- | -------------------------- | ---------------- |
| Mundo  | 26 de setembro de 2024 | Download digital streaming | Fábrica Estúdios |

## Créditos
Lista-se abaixo os profissionais envolvidos na elaboração de  Megalomania:
Direção e Produção
| - Uana: Produção artística - Pablo Lopes: Direção artística - Barro: Produção musical (Geral) - Guilherme Assis: Produção musical (Geral) - WR No Beat: Produção musical, Mixagem e Masterização - eutimyo: Produção musical - Mu540: Produção musical - Marley No Beat: Produção musical - Tom BC: Produção musical - BJ3: Produção musical |

Colaborações
| - Rachel Reis: Vocais - Mago de Tarso: Vocais - JOCA: Vocais |